# Judenhof (Simmelsdorf)
Judenhof ist ein Gemeindeteil der Gemeinde Simmelsdorf im Landkreis Nürnberger Land (Mittelfranken, Bayern). Judenhof liegt in der Gemarkung Utzmannsbach.

## Geografie
Das Dorf befindet sich an einem Berghang des Tals des Naifer Bachs. Eine Gemeindestraße führt nach Utzmannsbach zur Kreisstraße LAU 12 (0,2 km östlich).

## Geschichte
Die erste urkundliche Erwähnung von Judenhof war im Jahr 1442.
Mit dem Gemeindeedikt (frühes 19. Jahrhundert) wurde Judenhof dem Steuerdistrikt Hormersdorf und der Ruralgemeinde Utzmannsbach zugewiesen. Im Zuge der Gebietsreform in Bayern wurde die Gemeinde Utzmannsbach am 1. April 1971 nach Diepoltsdorf eingegliedert. Diese wiederum wurde bereits am 1. Juli 1971 nach Simmelsdorf eingemeindet.